# Varga, Baranya
Varga este un sat în districtul Hegyhát, județul Baranya, Ungaria, având o populație de 103 locuitori (2011).

## Demografie
Componența etnică a satului Varga
     Maghiari (78%)
     Romi (22%)
Componența confesională a satului Varga
     Romano-catolici (52,43%)
     Fără religie (11,65%)
     Necunoscută (35,92%)
Conform recensământului din 2011, satul Varga avea 103 locuitori. Din punct de vedere etnic, majoritatea locuitorilor (78,0%) erau maghiari, cu o minoritate de romi (22,0%).  Din punct de vedere confesional, majoritatea locuitorilor (52,43%) erau romano-catolici, cu o minoritate de persoane fără religie (11,65%). Pentru 35,92% din locuitori nu este cunoscută apartenența confesională.